# Municipio de Bear Creek No. 6
El municipio de Bear Creek No. 6 (en inglés: Bear Creek No. 6 Township) es un municipio ubicado en el condado de Searcy en el estado estadounidense de Arkansas. En el año 2010 tenía una población de 913 habitantes y una densidad poblacional de 14,09 personas por km².

## Geografía
El municipio de Bear Creek No. 6 se encuentra ubicado en las coordenadas 35°54′16″N 92°36′32″O / 35.90444, -92.60889. Según la Oficina del Censo de los Estados Unidos, el municipio tiene una superficie total de 64.78 km², de la cual 64,53 km² corresponden a tierra firme y (0,38 %) 0,25 km² es agua.

## Demografía
Según el censo de 2010, había 913 personas residiendo en el municipio de Bear Creek No. 6. La densidad de población era de 14,09 hab./km². De los 913 habitantes, el municipio de Bear Creek No. 6 estaba compuesto por el 94,41 % blancos, el 1,1 % eran amerindios, el 0,11 % eran asiáticos, el 0,66 % eran de otras razas y el 3,72 % eran de una mezcla de razas. Del total de la población el 1,86 % eran hispanos o latinos de cualquier raza.